# 두더지류
두더지는 포유강 진무맹장목 두더지과의 동물 일반을 가리킨다. 한국에서 서식하는 종(Mogera robusta)의 일반명이기도 하다.

## 특징
몸길이는 9 ~ 11cm, 꼬리길이는 1.2 ~ 3.5cm이다. 몸은 원통 모양이고, 목이 뚜렷하지 않다. 몸의 털은 부드럽고 곧게 서며, 빛깔은 암갈색 또는 흑갈색이다. 머리와 몸 아랫면은 주황색인데 이것은 피선(皮腺)에서의 분비액에 의해 착색된 것이다. 주둥이는 길고 뾰족한데, 그 끝과 윗면이 밖으로 드러난다. 눈은 매우 작아서 살 속에 묻혀 있다. 이빨은 매우 예리하며 42개이다. 몸은 원통모양이어서 땅굴을 파며 이동하는 것을 선호한다. 폭이 넓고 발가락이 발달한 앞발이 있어서 집인 땅굴을 팔 수 있다. 땅에 터널을 파고 생활하는 동물로서 후각과 청각이 매우 발달했다.
두더지의 집은 집 위에 쌓인 흙더미의 크기로 알 수 있는데, 두더지가 먹이를 찾을 때 만드는 흙더미보다 훨씬 크다. 먹이는 나비류의 유충·번데기·개미·지렁이·풀무치·민달팽이·밀웜·메뚜기·달팽이 등이며, 먹을 것이 많으면 다 먹지 않고 보관해둔다. 하지만 일부는 머리가 재생하여 도망가기 때문에, 먹이를 잡으면 머리부터 먹는다.
두더지는 일평생을 땅굴에서 사는데, 번식활동도 땅속에서 한다. 태어난 지 2 ~ 3년이면 새끼를 낳을 수 있는데, 3 ~ 4월에 짝짓기를 하고 1년에 1회, 2 ~ 7마리의 새끼를 낳는다. 새끼는 한마리부터 일곱마리까지 다양하지만, 평균 3 ~ 4마리정도 낳는다. 처음에는 털이 없어서 분홍색이지만, 2주후부터 털이 나기 시작한다. 성장이 매우 빨라서 6개월이면 앞발을 제외하고 어미와 비슷한 크기로 자란다. 수명은 5년 정도이며 한국·일본·만주 등지에 분포한다.
천적으로는 고양이, 여우, 족제비, 담비, 오소리, 왜가리, 올빼미 등이 있다. 특히 올빼미는 먹이의 절반이 새끼 두더지일 정도로 대표적인 천적이다.